# Martin Pollich
Martin Pollich (Mellrichstadt, 1455 — Wittenberg, 27 de Dezembro de 1513) foi filósofo, médico, teólogo, fundador e reitor da Universidade de Wittenberg. Foi médico de Frederico III, Duque da Saxônia. Em 1470 se matriculou na Universidade de Leipzig, onde em 1472 obteve seu grau de Bacharelado, em 1475 seu diploma de Mestrado, doutorado em filosofia, tendo se dedicado à astrologia e à medicina. Em 1480 formou-se em Medicina, provavelmente em Mogúncia. Em 1490 tornou-se membro da sociedade literária criada por Conrad Celtis, onde estabeleceu contactos com várias personalidades da época, tal como Bohuslaw von Hassenstein (1461-1510), que o apelidou de Lux mundi. De 19 de março de 1493 até 30 de outubro, acompanhou Frederico III numa peregrinação à Terra Santa, em Jerusalém. Em 1494, Pollich fez uma viagem à Holanda, onde visitou escolas de ensino médio.
No final do século XV a sífilis era uma doença comum na Europa. Os médicos daquela época eram impotentes contra a peste francesa ou a gripe espanhola. Em 1497, Niccolò Leoniceno (1428-1524), um médico de Veneza publicou uma obra onde ele rompia com a ideia tradicional de que a constelação de planetas tinha influência sobre a saúde humana. Como solução, ele apontava inúmeras maneiras racionais no combate às doenças, que Pollich começou a aplicar em suas aulas. Simon Pistoris, o Velho (1453–1523), que fora seu colega de medicina, respondeu mencionando teses contrárias às de Leoniceno e Pollich. O debate se estendeu durante muito tempo. Em 1500 Pollich discutiu com seu ex-aluno e professor de teologia Konrad Wimpina sobre a relação entre a poesia e a teologia. Naquela época, a teologia era considerada o mais alto nível de vida espiritual. O debate se acalorou e Wimpina denunciou Pollich como blasfemo, e este disse que Wimpina era um "asno de duas pernas, vil, mesquinho e mentiroso."
Em 1502, Frederico III fundou a Universidade de Wittenberg e Pollich foi convidado para ser seu primeiro reitor. Pollich se dedicou zelosamente para o desenvolvimento da nova faculdade. Para a Medicina ele mandou chamar Hermann von dem Busche (1468-1534) e Erasmus Stuler (1460-1521), e para a faculdade de teologia ele chamou Hermann Kaiser. De modo que Pollich foi fundador e o primeiro pilar da nova universidade. O outro pilar era o reitor da Faculdade de Teologia Johann von Staupitz (1465-1524). Também fizeram parte da nova universidade Siegmund Epp, fundador da Faculdade de Artes e Wolfgang Strählin, reitor e fundador da Faculdade de Direito."

## Obras
- Practica oder Pro(g)nosticacio Astronomisch-astrologische Jahresvorhersagen
- Anathomia Mundini (um 1488 oder um 1493)
- Speculum medicine (um 1495)
- De complexione quid est et quot sunt (um 1498)
- Defensio Leoniceniana (1498)
- Castigationes in declarationes D. S. Pistoris(1500)
- Responsio ad superadditos errores Simonis Pistorii de malo franco (1501)
- Martinus Mellerstadt Polichi in Wimpinianas offensiones & denigrationes Sacre-Theologiae Wittenberg (1503)
- Poema natale oujusdam Flectorii principis Septentrionalis (1501)
- Responsio Martini Mellerstadt in supadditos errores Simonis pistoris in medicinina ad honore almi gymnasij lipcensis (1501)
- Martini Mellerstat polichii Theoremata aurora pro studioses philosophie & theologie inicaiatis Thomistis … Ex felici academia Albiorensi. (1503)